# جی‌ای‌دی‌ئی‌اس-جی‌اس-زد۷-۰۱-کیویو
جی‌ای‌دی‌ئی‌اس-جی‌اس-زد۷–۰۱-کیویو (به انگلیسی: JADES-GS-z7-01-QU) (همچنین با نام JADES-GS+53.15508-27.80178 نیز شناخته می‌شود) یک کهکشان شکسته لیمن است که برای نخستین بار در سال ۲۰۱۰ شناسایی شد، این کهکشان در صورت فلکی کوره قرار گرفته‌است. جی‌ای‌دی‌ئی‌اس-جی‌اس-زد۷–۰۱-کیویو حدود ۷۰۰ میلیون سال پس از پیدایش جهان شکل گرفت و پس از آن تولد ستاره‌های نو به‌طور ناگهانی در آن متوقف شد. این کهکشان نزدیک به ۸۰ میلیون سال پیش از آن شکل‌گیری سریع ستاره را تجربه کرده‌بود که این روند برای ۳۰ میلیون سال به طول انجامید؛ پیش از اینکه حدود ۱۰ تا ۲۰ میلیون سال پیش به پایان برسد. جی‌ای‌دی‌ئی‌اس-جی‌اس-زد۷–۰۱-کیویو قدیمی‌ترین و دورترین کهکشان «مرده» است که تاکنون شناخته شده‌است.

## کشف
جی‌ای‌دی‌ئی‌اس-جی‌اس-زد۷–۰۱-کیویو در سال ۲۰۱۰ برای نخستین بار کشف و توسط Oesch و همکارانش به عنوان یک کهکشان شکسته لیمان شناسایی شد، ولی تا اوایل سال ۲۰۲۳ که توسط تلسکوپ فضایی جیمز وب، که آن را خاموش و با جرم کم یافت، تقریباً مشابه ابر ماژلانی کوچک (SMC)، مشاهده نشد. جیمز وب با استفاده از دوربین فروسرخ نزدیک به عنوان بخشی از بررسی پیشرفته فراکهکشانی ژرفای آسمان (JADES) به بررسی بیشتر آن پرداخت. مشاهدات بیشتر در سال ۲۰۲۴ نشان داد که این کهکشان قدیمی‌ترین کهکشان «مرده» است که تاکنون کشف شده‌است.

## ویژگی‌ها
طیف‌نگار فروسرخ نزدیک جیمزوب مشاهده کرد که این کهکشان دارای یک طیف فرابنفش با قدر ٬۰٫۰۳ ± ۰٫۱۶ و ناپیوستگی بالمر است و بدون خطوط نشر سحابی است.